# Asnières-sur-Saône
Asnières-sur-Saône és un municipi francès situat al departament de l'Ain i a la regió d'Alvèrnia-Roine-Alps. L'any 2007 tenia 86 habitants.

## Demografia

### Població
El 2007 la població de fet d'Asnières-sur-Saône era de 86 persones. Hi havia 38 famílies de les quals 10 eren unipersonals (5 homes vivint sols i 5 dones vivint soles), 14 parelles sense fills i 14 parelles amb fills.
La població ha evolucionat segons el següent gràfic:
Habitants censats

### Habitatges
El 2007 hi havia 49 habitatges, 34 eren l'habitatge principal de la família, 10 eren segones residències i 5 estaven desocupats. 46 eren cases i 2 eren apartaments. Dels 34 habitatges principals, 28 estaven ocupats pels seus propietaris, 5 estaven llogats i ocupats pels llogaters i 1 estava cedit a títol gratuït; 6 tenien tres cambres, 15 en tenien quatre i 13 en tenien cinc o més. 25 habitatges disposaven pel capbaix d'una plaça de pàrquing. A 15 habitatges hi havia un automòbil i a 16 n'hi havia dos o més.

### Piràmide de població
La piràmide de població per edats i sexe el 2009 era:
| Homes | Edats   | Dones |
| ----- | ------- | ----- |
| 0     | 95 o +  | 0     |
| 0     | 90 a 94 | 0     |
| 0     | 85 a 89 | 0     |
| 4     | 80 a 84 | 0     |
| 0     | 75 a 79 | 8     |
| 0     | 70 a 74 | 0     |
| 0     | 65 a 69 | 0     |
| 0     | 60 a 64 | 0     |
| 0     | 55 a 59 | 0     |
| 4     | 50 a 54 | 4     |
| 0     | 45 a 49 | 4     |
| 8     | 40 a 44 | 0     |
| 0     | 35 a 39 | 8     |
| 0     | 30 a 34 | 0     |
| 4     | 25 a 29 | 0     |
| 0     | 20 a 24 | 0     |
| 0     | 15 a 19 | 0     |
| 4     | 10 a 14 | 0     |
| 4     | 5 a 9   | 0     |
| 0     | 0 a 4   | 0     |

## Economia
El 2007 la població en edat de treballar era de 51 persones, 45 eren actives i 6 eren inactives. De les 45 persones actives 41 estaven ocupades (22 homes i 19 dones) i 3 estaven aturades (1 home i 2 dones). De les 6 persones inactives 1 estava jubilada, 1 estava estudiant i 4 estaven classificades com a «altres inactius».
Activitats econòmiques
Dels 2 establiments que hi havia el 2007, 1 era d'una empresa d'hostatgeria i restauració i 1 d'una entitat de l'administració pública.
L'únic servei als particulars que hi havia el 2009 era un restaurant.
L'any 2000 a Asnières-sur-Saône hi havia 4 explotacions agrícoles.

## Poblacions més properes
El següent diagrama mostra les poblacions més properes.